# Landkreis Dortmund

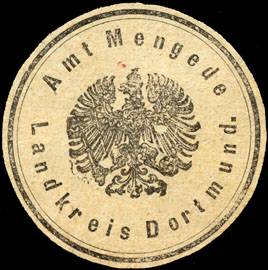
Siegelmarke Amt Mengede – Landkreis Dortmund

Der Landkreis Dortmund (bis 1875 Kreis Dortmund) war ein Landkreis im Regierungsbezirk Arnsberg der preußischen Provinz Westfalen. Er umfasste nach seiner Gründung im Wesentlichen das Gebiet der heutigen Städte Dortmund, Castrop-Rauxel, Lünen und Schwerte sowie Teile der Stadt Herne.

## Verwaltungsgeschichte
Der Kreis Dortmund wurde 1817 nach dem Ende des französischen Satellitenstaats Großherzogtum Berg im Regierungsbezirk Arnsberg der neu entstandenen preußischen Provinz Westfalen gegründet. Er setzte sich zusammen aus sieben Bürgermeistereien, die zuvor zum (in Arrondissements und Kantone gegliederten) Ruhrdepartement des Großherzogtums Berg gehört hatten. Dies waren die Bürgermeistereien Castrop, Dortmund und Lünen aus dem Kanton Dortmund, Hörde und Schwerte aus dem Kanton Hörde, Aplerbeck aus dem Kanton Unna sowie Lütgendortmund aus dem Kanton Bochum.
Im Rahmen der Einführung der Landgemeinde-Ordnung für die Provinz Westfalen wurden die Bürgermeistereien 1843 und 1844 in Ämter überführt, wobei die Städte Dortmund und Schwerte amtsfrei blieben. Aus dem ländlichen Teil der Bürgermeisterei Schwerte entstand das Amt Westhofen.
Der Kreis umfasste seitdem sechs Ämter und insgesamt 91 Gemeinden:
| Verwaltungsgliederung 1845 | Verwaltungsgliederung 1845 |
| Amt                        | Gemeinden |
| -------------------------- | --- |
| Aplerbeck                  | Aplerbeck, Asseln, Berghofen, Courl, Grevel, Hengsen, Holzwickede, Husen, Lanstrop, Opherdicke, Schüren, Sölde und Wickede |
| Castrop                    | Behringhausen, Bodelschwingh, Börnig, Bövinghausen bei Castrop, Brüninghausen, Castrop, Deininghausen, Deusen, Dingen, Ellinghausen, Frohlinde, Giesenberg-Sodingen, Groppenbruch, Habinghorst, Holthausen bei Castrop, Ickern, Merklinde, Mengede, Nette, Obercastrop, Östrich, Rauxel, Schwieringhausen und Westerfilde |
| Hörde                      | Barop, Brackel, Hacheney, Hörde, Kirchhörde, Körne, Lücklemberg, Niederhofen, Wambel, Wellinghofen und Wichlinghofen |
| Lünen                      | Altenderne-Niederbecker, Altenderne-Oberbecker, Beckinghausen, Brambauer, Brechten, Eving, Gahmen, Holthausen bei Lünen, Horstmar, Hostedde, Kemminghausen, Kirchderne, Lindenhorst, Lippholthausen und Lünen |
| Lütgendortmund             | Annen-Wullen, Bövinghausen bei Lütgendortmund, Dellwig-Holte, Dorstfeld, Eichlinghofen, Huckarde, Kirchlinde, Kley, Lütgendortmund, Marten, Menglinghausen, Öspel, Persebeck, Rahm, Rüdinghausen, Salingen, Westrich und Wischlingen                                                                                      |
| Westhofen                  | Garenfeld, Geisecke, Holzen, Lichtendorf, Syburg, Villigst, Wandhofen und Westhofen |
| amtsfrei                   | Dortmund und Schwerte |

1858 schied die Stadt Hörde aus dem gleichnamigen Amt aus und wurde amtsfrei. 1874 wurden die Ämter Barop und Brackel neu gebildet und das Amt Hörde aufgelöst. Gleichzeitig wurde Lünen amtsfrei. 1874 wurde außerdem die Gemeinde Annen-Wullen zu einem eigenen Amt erhoben. 1875 schied die Stadt Dortmund aus dem Kreis aus und wurde kreisfreie Stadt. Der Kreis Dortmund hieß seitdem Landkreis Dortmund. Der Landkreis umfasste nun acht Ämter und insgesamt 90 Gemeinden:
| Verwaltungsgliederung 1878 | Verwaltungsgliederung 1878 |
| Amt                        | Gemeinden |
| -------------------------- | --- |
| Annen-Wullen               | Annen-Wullen |
| Aplerbeck                  | Aplerbeck, Berghofen, Hengsen, Holzwickede, Opherdicke, Schüren und Sölde |
| Barop                      | Barop, Eichlinghofen, Hacheney, Kirchhörde, Lücklemberg, Menglinghausen, Niederhofen, Persebeck, Rüdinghausen, Salingen, Wellinghofen und Wichlinghofen |
| Brackel                    | Asseln, Brackel, Courl, Grevel, Husen, Körne, Lanstrop, Wambel und Wickede |
| Castrop                    | Behringhausen, Bodelschwingh, Börnig, Bövinghausen bei Castrop, Brüninghausen, Castrop, Deininghausen, Deusen, Dingen, Ellinghausen, Frohlinde, Giesenberg-Sodingen, Groppenbruch, Habinghorst, Holthausen bei Castrop, Ickern, Merklinde, Mengede, Nette, Obercastrop, Östrich, Rauxel, Schwieringhausen und Westerfilde |
| Lünen                      | Altenderne-Niederbecker, Altenderne-Oberbecker, Beckinghausen, Brambauer, Brechten, Eving, Gahmen, Holthausen bei Lünen, Horstmar, Hostedde, Kemminghausen, Kirchderne, Lindenhorst und Lippholthausen |
| Lütgendortmund             | Bövinghausen bei Lütgendortmund, Dellwig-Holte, Dorstfeld, Huckarde, Kirchlinde, Kley, Lütgendortmund, Marten, Öspel, Rahm, Westrich und Wischlingen |
| Westhofen                  | Garenfeld, Geisecke, Holzen, Lichtendorf, Syburg, Villigst, Wandhofen und Westhofen |
| amtsfrei                   | Hörde, Lünen und Schwerte |

1886 wurde aus Gemeinden des Amtes Lütgendortmund das neue Amt Dorstfeld gebildet. Am 1. April 1887 wurden die Ämter Annen-Wullen, Aplerbeck, Barop und Westhofen sowie die Städte Hörde und Schwerte vom Landkreis Dortmund abgetrennt und bildeten den neuen Kreis Hörde. 1889 wurde aus Gemeinden des Amtes Castrop das neue Amt Mengede gebildet.
1902 wurden Behringhausen und Obercastrop in die seitdem amtsfreie Stadt Castrop eingemeindet. Die verbleibenden Gemeinden des aufgelösten Amtes Castrop wurden auf die neuen Ämter Rauxel und Sodingen aufgeteilt. 1905 wurde das Amt Lünen in die neuen Ämter Eving und Kirchderne aufgeteilt. Im selben Jahr wurde Körne in die Stadt Dortmund eingemeindet. Danach umfasste der Landkreis Dortmund acht Ämter und insgesamt 57 Gemeinden:
| Verwaltungsgliederung 1906 | Verwaltungsgliederung 1906 |
| Amt                        | Gemeinden |
| -------------------------- | --- |
| Brackel                    | Asseln, Brackel, Grevel, Husen, Courl, Lanstrop, Wambel und Wickede                                                                                        |
| Dorstfeld                  | Dorstfeld, Huckarde, Marten, Rahm und Wischlingen |
| Eving                      | Brambauer, Brechten, Eving, Holthausen bei Brechten, Kemminghausen, Lindenhorst und Lippholthausen                                                         |
| Kirchderne                 | Altenderne-Niederbecker, Altenderne-Oberbecker, Beckinghausen, Gahmen, Horstmar, Hostedde und Kirchderne                                                   |
| Lütgendortmund             | Bövinghausen bei Lütgendortmund, Dellwig-Holte, Kirchlinde, Kley, Lütgendortmund, Öspel und Westrich                                                       |
| Mengede                    | Bodelschwingh, Brüninghausen, Deininghausen, Deusen, Dingen, Ellinghausen, Groppenbruch, Ickern, Mengede, Nette, Östrich, Schwieringhausen und Westerfilde |
| Rauxel                     | Bövinghausen bei Castrop, Frohlinde, Habinghorst, Merklinde und Rauxel                                                                                     |
| Sodingen                   | Börnig, Giesenberg-Sodingen und Holthausen bei Castrop |
| amtsfrei                   | Castrop und Lünen |

Am 1. Oktober 1907 wurde das Amt Kirchderne in Amt Derne umbenannt. 1907 wurde Dellwig-Holte nach Lütgendortmund und 1909 Westrich nach Bövinghausen bei Lütgendortmund eingemeindet. 1913 wurde Giesenberg-Sodingen in Sodingen umbenannt. 1914 wurden Deusen, Dorstfeld, Eving, Huckarde, Kemminghausen, Lindenhorst, Rahm und Wischlingen nach Dortmund sowie Lippholthausen nach Lünen eingemeindet. Die Ämter Dorstfeld und Eving wurden aufgelöst. Die im Landkreis verbleibenden Gemeinden dieser beiden Ämter bildeten seitdem die Ämter Brambauer und Marten. 1917 wurden Groppenbruch, Oestrich und Schwieringhausen nach Mengede eingemeindet. 1918 wurden Brackel und Wambel nach Dortmund eingemeindet.
1922 wurden Altenderne-Niederbecker und Hostedde nach Altenderne-Oberbecker eingemeindet. 1923 wurden Beckinghausen, Gahmen und Horstmar nach Lünen eingemeindet; außerdem wurde Altenderne-Oberbecker in Derne umbenannt.
1926 wurden Castrop, Bövinghausen b. Castrop, Dingen, Frohlinde, Habinghorst, Ickern, Merklinde und Rauxel zur Stadt Castrop-Rauxel zusammengeschlossen.
1928 umfasste der Landkreis noch sieben Ämter und insgesamt 29 Gemeinden:
| Verwaltungsgliederung 1928 | Verwaltungsgliederung 1928                                                                |
| Amt                        | Gemeinden                                                                                 |
| -------------------------- | ----------------------------------------------------------------------------------------- |
| Brackel                    | Asseln, Grevel, Husen, Kurl, Lanstrop und Wickede                                         |
| Brambauer                  | Brambauer, Brechten und Holthausen bei Brechten                                           |
| Derne                      | Derne und Kirchderne                                                                      |
| Lütgendortmund             | Bövinghausen bei Lütgendortmund, Kirchlinde, Kley, Lütgendortmund und Oespel              |
| Marten                     | Marten                                                                                    |
| Mengede                    | Bodelschwingh, Brüninghausen, Deininghausen, Ellinghausen, Mengede, Nette und Westerfilde |
| Amt Sodingen               | Börnig, Sodingen und Holthausen bei Castrop                                               |
| amtsfrei                   | Castrop-Rauxel und Lünen                                                                  |

Der Landkreis Dortmund wurde zum 1. April 1928 durch das Gesetz über die weitere Neuregelung der kommunalen Grenzen im westfälischen Industriebezirk aufgelöst. Brambauer wurde in die Stadt Lünen eingemeindet, die gleichzeitig kreisfrei wurde. Deininghausen wurde in die Stadt Castrop-Rauxel eingemeindet, die ebenfalls gleichzeitig kreisfrei wurde. Die drei Gemeinden des Amtes Sodingen kamen zur kreisfreien Stadt Herne. Alle übrigen Gemeinden des Landkreises wurden nach Dortmund eingemeindet.

## Einwohnerentwicklung
| Jahr | Einwohner |
| ---- | --------- |
| 1819 | 031.243   |
| 1832 | 037.102   |
| 1880 | 117.185   |
| 1890 | 077.884   |
| 1900 | 147.947   |
| 1910 | 212.819   |
| 1925 | 217.233   |

## Landräte
- 1816–1817 Konrad von der Leithen
- 1817–1833 Friedrich Hiltrop
- 1833–1856 Christian Adolf Wilhelm Pilgrim
- 1860–1899 Otto von der Heyden-Rynsch
- 1899–1916 Kurt von der Heyden-Rynsch
- 1918–1919 Adolph Bölling Overweg
- 1919–1928 Robert Klauser